# Maarten Stekelenburg
Maarten Stekelenburg (født 22. september 1982 i Haarlem, Holland) er en hollandsk fodboldspiller der spiller som målmand for den hollandske Eredivisie klub Ajax Amsterdam. Tidligere har han blandt andet spillet for Everton og hos AS Roma.
Han har været med til at sikre Ajax to hollandske mesterskaber og fire pokaltitler.

## Landshold
Stekelenburg står (pr. april 2018) noteret for 58 kampe for Hollands landshold, som han debuterede for den 3. september 2004 i en venskabskamp mod Liechtenstein. Han blev af den daværende landstræner Marco van Basten udtaget til den hollandske trup til både VM i 2006 i Tyskland samt EM i 2008 i Østrig og Schweiz. Han fungerede ved begge lejligheder dog som reserve for førstevalget Edwin van der Sar. I 2010 var han desuden med ved VM i 2010 i Sydafrika.

## Titler
Æresdivisionen
- 2002 og 2004 med Ajax Amsterdam

Hollands pokalturnering
- 2002, 2006, 2007 og 2010 med Ajax Amsterdam